# معركة بومارسوند

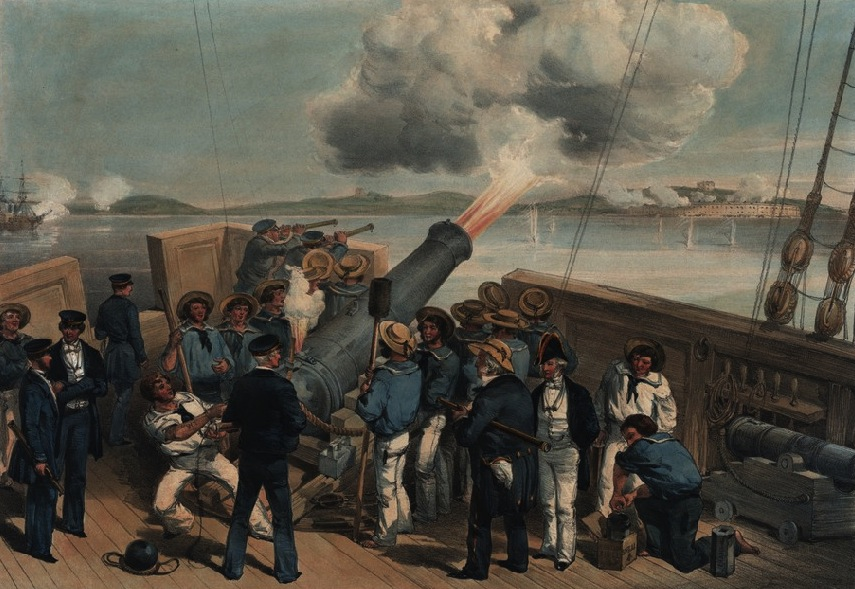
السفن البريطانية تقصف حصن بومارسوند

معركة بومارسوند (بالإنجليزية: Battle of Bomarsund، وبالفرنسية: Bataille de Bomarsund) هي معركة خاضتها قوة إنجليزية فرنسية مشتركة سنة 1854 ضد الدفاعات الروسية في حصن بومارسوند (الذي يقع الآن ضمن الأراضي الفنلندية على بحر البلطيق) أثناء حرب القرم. أسفرت المعركة عن استسلام حامية الحصن التي كانت مكونة من جنود فنلنديين في 16 أغسطس 1854، وقام الإنجليز والفرنسيون بتدمير الحصن وأسر جنود الحامية، وكان عددهم ثلاثمائة جندي.